# Бролић
Бролић (алб. Broliq) је насељено место у општини Пећ, на Косову и Метохији. Према попису становништва из 2011. у насељу је живело 559 становника.

## Становништво
Према попису из 2011. године, Бролић има следећи етнички састав становништва:
| Националност | 2011.        |
| Албанци      | 538 (96,24%) |
| Бошњаци      | 21 (3,76%)   |
| Укупно       | 559          |

| Демографија | Демографија | Демографија |
| Година      | Становника  | Становника  |
| ----------- | ----------- | ----------- |
| 1948.       | 607         |             |
| 1953.       | 506         |             |
| 1961.       | 512         |             |
| 1971.       | 573         |             |
| 1981.       | 705         |             |
| 1991.       | 740         |             |
| 2011.       | 559         |             |